# Pedernales (Ecuador)
Pedernales es una ciudad ecuatoriana; cabecera cantonal del Cantón Pedernales, así como la octava urbe más grande y poblada de la Provincia de Manabí. Se localiza al centro-norte de la región litoral del Ecuador, a orillas del océano Pacífico, atravesada por el río Marcos, a una altitud de 20 msnm y con un clima tropical de sabana de 24 °C en promedio.
Es llamada "Génesis del nombre del Ecuador". En el censo de 2022 tenía una población de 27.068 habitantes, lo que la convierte en la quincuagésima quinta ciudad más poblada del país. Sus orígenes datan del siglo XIX, pero es a mediados del siglo XX, debido a su ubicación geográfica, cuando presenta un acelerado crecimiento demográfico hasta establecer un poblado urbano; que sería posteriormente, uno de los principales núcleos urbanos del norte de Manabí. Ha sido destruida varias veces por terremotos; el último de estos se dio el 16 de abril de 2016, el cual afectó a la urbe en su totalidad, pero gracias a la tenacidad de sus habitantes, logró levantarse nuevamente en menos de dos años. Es uno de los más importantes centros administrativos, económicos, financieros y comerciales del norte de la provincia. Las actividades principales económicas de la ciudad son: la pesca, el comercio y la acuicultura.

## Clima
De acuerdo con la clasificación climática de Köppen, Pedernales experimenta un clima de sabana típico (Aw), el cual se caracteriza por las temperaturas altas, la estación seca coincide con los meses más fríos y las lluvias con los más cálidos. Las estaciones del año no son sensibles en la zona ecuatorial, no obstante, su proximidad al océano Pacífico hace que las corrientes de Humboldt (fría) y de El Niño (cálida) marquen dos períodos climáticos bien diferenciados tiene exclusivamente dos estaciones: un pluvioso y cálido invierno, que va de diciembre a mayo, y un "verano" seco y ligeramente más fresco, entre junio y noviembre. 
Su temperatura promedio anual es de 24 °C; siendo marzo el mes más cálido, con un promedio de 24,9 °C, mientras septiembre es el mes más frío, con 23,3 °C en promedio. Es un clima isotérmico por sus constantes precipitaciones durante todo el año (amplitud térmica anual inferior a 2 °C entre el mes más frío y el más cálido), si bien la temperatura real no es extremadamente alta, la humedad hace que la sensación térmica se eleve hacia los 35 °C o más. En cuanto a la precipitación, goza de lluvias abundantes solamente en el invierno, siempre superiores a 1100 mm por año; hay una diferencia de 231 mm de precipitación entre los meses más secos y los más húmedos; marzo (18 días) tiene los días más lluviosos por mes en promedio, mientras la menor cantidad de días lluviosos se mide en agosto (3 días). La humedad relativa también es constante, con un promedio anual de 83,5%. 
| Parámetros climáticos promedio de Pedernales, Ecuador | Parámetros climáticos promedio de Pedernales, Ecuador | Parámetros climáticos promedio de Pedernales, Ecuador | Parámetros climáticos promedio de Pedernales, Ecuador | Parámetros climáticos promedio de Pedernales, Ecuador | Parámetros climáticos promedio de Pedernales, Ecuador | Parámetros climáticos promedio de Pedernales, Ecuador | Parámetros climáticos promedio de Pedernales, Ecuador | Parámetros climáticos promedio de Pedernales, Ecuador | Parámetros climáticos promedio de Pedernales, Ecuador | Parámetros climáticos promedio de Pedernales, Ecuador | Parámetros climáticos promedio de Pedernales, Ecuador | Parámetros climáticos promedio de Pedernales, Ecuador | Parámetros climáticos promedio de Pedernales, Ecuador |
| Mes                                                   | Ene.                                                  | Feb.                                                  | Mar.                                                  | Abr.                                                  | May.                                                  | Jun.                                                  | Jul.                                                  | Ago.                                                  | Sep.                                                  | Oct.                                                  | Nov.                                                  | Dic.                                                  | Anual                                                 |
| ----------------------------------------------------- | ----------------------------------------------------- | ----------------------------------------------------- | ----------------------------------------------------- | ----------------------------------------------------- | ----------------------------------------------------- | ----------------------------------------------------- | ----------------------------------------------------- | ----------------------------------------------------- | ----------------------------------------------------- | ----------------------------------------------------- | ----------------------------------------------------- | ----------------------------------------------------- | ----------------------------------------------------- |
| Temp. máx. media (°C)                                 | 26.4                                                  | 26.7                                                  | 27.2                                                  | 27.1                                                  | 26.7                                                  | 26.2                                                  | 26.0                                                  | 26.3                                                  | 26.3                                                  | 26.3                                                  | 26.4                                                  | 26.4                                                  | 26.5                                                  |
| Temp. media (°C)                                      | 24.3                                                  | 24.6                                                  | 24.9                                                  | 24.9                                                  | 24.6                                                  | 23.9                                                  | 23.5                                                  | 23.4                                                  | 23.3                                                  | 23.4                                                  | 23.5                                                  | 23.9                                                  | 24                                                    |
| Temp. mín. media (°C)                                 | 23.1                                                  | 23.2                                                  | 23.4                                                  | 23.4                                                  | 23.2                                                  | 22.6                                                  | 22.1                                                  | 21.8                                                  | 21.7                                                  | 21.8                                                  | 21.8                                                  | 22.5                                                  | 22.6                                                  |
| Precipitación total (mm)                              | 167                                                   | 246                                                   | 210                                                   | 165                                                   | 106                                                   | 40                                                    | 25                                                    | 15                                                    | 19                                                    | 29                                                    | 44                                                    | 83                                                    | 1149                                                  |
| Días de precipitaciones (≥ 1.0 mm)                    | 17                                                    | 18                                                    | 18                                                    | 15                                                    | 13                                                    | 8                                                     | 5                                                     | 3                                                     | 3                                                     | 5                                                     | 6                                                     | 10                                                    | 121                                                   |
| Horas de sol                                          | 145.7                                                 | 156.8                                                 | 186                                                   | 168                                                   | 124                                                   | 78                                                    | 71.3                                                  | 71.3                                                  | 75                                                    | 71.3                                                  | 87                                                    | 114.7                                                 | 1349.1                                                |
| Humedad relativa (%)                                  | 85                                                    | 87                                                    | 86                                                    | 86                                                    | 85                                                    | 84                                                    | 82                                                    | 81                                                    | 81                                                    | 81                                                    | 81                                                    | 83                                                    | 83.5                                                  |
| Fuente: Climate-data.org                              |                                                       |                                                       |                                                       |                                                       |                                                       |                                                       |                                                       |                                                       |                                                       |                                                       |                                                       |                                                       |                                                       |

## Política
Territorialmente, la ciudad de Pedernales está organizada en una sola parroquia urbana, mientras que existen tres parroquias rurales con las que complementa el aérea total del Cantón Pedernales. El término "parroquia" es usado en el Ecuador para referirse a territorios dentro de la división administrativa municipal.
La ciudad y el cantón Pedernales, al igual que las demás localidades ecuatorianas, se rige por una municipalidad según lo previsto en la Constitución de la República. El Gobierno Autónomo Descentralizado Municipal de Pedernales, es una entidad de gobierno seccional que administra el cantón de forma autónoma al gobierno central. La municipalidad está organizada por la separación de poderes de carácter ejecutivo representado por el alcalde, y otro de carácter legislativo conformado por los miembros del concejo cantonal.
La Municipalidad de Pedernales, se rige principalmente sobre la base de lo estipulado en los artículos 253 y 264 de la Constitución Política de la República y en la Ley de Régimen Municipal en sus artículos 1 y 16, que establece la autonomía funcional, económica y administrativa de la Entidad.

### Alcaldía
El poder ejecutivo de la ciudad es desempeñado por un ciudadano con título de Alcalde del Cantón Pedernales, el cual es elegido por sufragio directo en una sola vuelta electoral, sin fórmulas o binomios en las elecciones municipales. El vicealcalde no es elegido de la misma manera, ya que una vez instalado el Concejo Cantonal se elegirá entre los ediles un encargado para aquel cargo. El alcalde y el vicealcalde duran cuatro años en sus funciones, y en el caso del alcalde, tiene la opción de reelección inmediata o sucesiva. El alcalde es el máximo representante de la municipalidad y tiene voto dirimente en el concejo cantonal, mientras que el vicealcalde realiza las funciones del alcalde de modo suplente mientras no pueda ejercer sus funciones el alcalde titular.
El alcalde cuenta con su propio gabinete de administración municipal mediante múltiples direcciones de nivel de asesoría, de apoyo y operativo. Los encargados de aquellas direcciones municipales son designados por el propio alcalde. Actualmente, el Alcalde de Pedernales es Manuel Panezo, elegido para el periodo 2023 - 2027.

### Concejo cantonal
El poder legislativo de la ciudad es ejercido por el Concejo Cantonal de Pedernales el cual es un pequeño parlamento unicameral que se constituye al igual que en los demás cantones mediante la disposición del artículo 253 de la Constitución Política Nacional. De acuerdo a lo establecido en la ley, la cantidad de miembros del concejo representa proporcionalmente a la población del cantón.

## Turismo

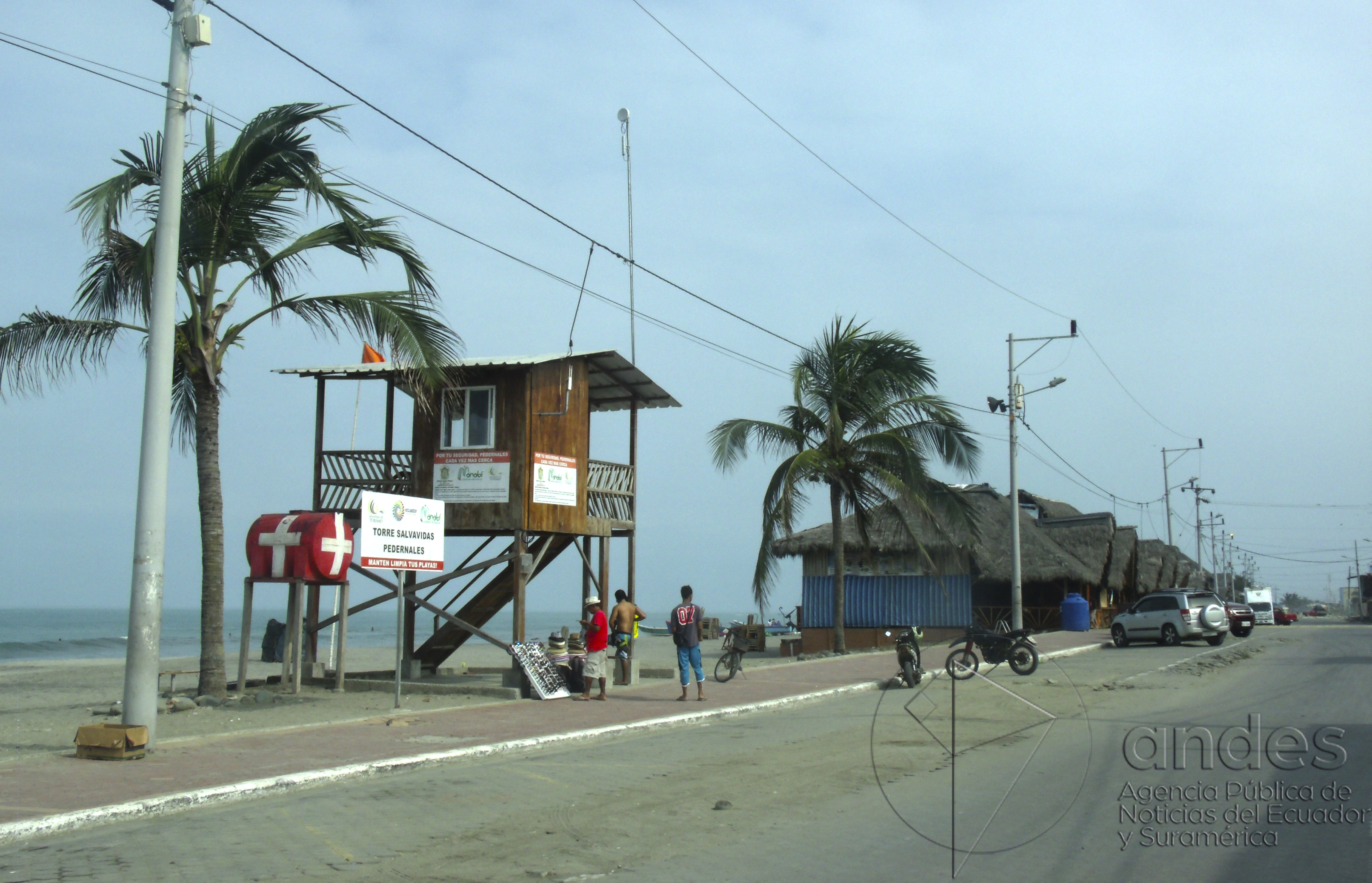
Playa de Pedernales.

El turismo en una de las actividades más importantes de Pedernales, por ende, desde los últimos años, se encuentra en constante cambio e innovación. La ciudad se encuentra con una creciente reputación como destino turístico por su privilegiada ubicación en plena selva del Chocó biogeográfico. A través de los años, Pedernales ha incrementado notablemente su oferta turística; actualmente, el índice turístico creció gracias a la campaña turística emprendida por el gobierno nacional, "All you need is Ecuador". El turismo de la ciudad se enfoca en su belleza natural, interculturalidad, gastronomía, y deportes de aventura. En cuanto al turismo ecológico, la urbe cuenta con espaciosas áreas verdes a su alrededor, y la mayoría de los bosques y atractivos turísticos cercanos están bajo su jurisdicción.
El turismo de la ciudad se relaciona íntimamente con el resto del cantón; el principal atractivo del cantón son sus extensas playas, que cuentan con una excelente infraestructura hotelera y de servicios que hacen de lo más agradable la visita y estadía de miles de turistas ecuatorianos y extranjeros, que semana a semana visitan esta ciudad. A través de los años ha continuado con su tradición comercial, y actualmente en un proceso fundamentalmente económico, apuesta al turismo, reflejándose en los cambios en el ornato de la ciudad.

## Transporte
El transporte público es el principal medio transporte de los habitantes de la ciudad, tiene un servicio de bus público interparroquial e intercantonal para el transporte a localidades cercanas. Buena parte de las calles de la ciudad están asfaltadas o adoquinadas, aunque algunas están desgastadas y el resto de calles son lastradas, principalmente en los barrios nuevos que se expanden en la periferia de la urbe.

#### Avenidas importantes
- Plaza Acosta
- Máximo Puertas
- García Moreno
- Velasco Ibarra
- Malecón

## Educación
La ciudad cuenta con poca infraestructura para la educación, debido al terremoto de 2016. La educación pública en la ciudad, al igual que en el resto del país, es gratuita hasta la universidad (tercer nivel) de acuerdo a lo estipulado en el artículo 348 y ratificado en los artículos 356 y 357 de la Constitución Nacional. Varios de los centros educativos de la ciudad cuentan con un gran prestigio. La ciudad está dentro del régimen Costa por lo que sus clases inician los primeros días de abril y luego de 200 días de clases se terminan en el mes de febrero. Las infraestructuras educacionales presentan anualmente problemas debido a sus inicios de clases justo después del invierno, ya que las lluvias por lo general destruyen varias partes de los plantes educativos en parte debido a la mala calidad de materiales de construcción, especialmente a nivel marginal.

## Medios de comunicación
La ciudad posee una red de comunicación en continuo desarrollo y modernización. En la ciudad se dispone de varios medios de comunicación como prensa escrita, radio, televisión, telefonía, Internet y mensajería postal. 
- Telefonía: Si bien la telefonía fija se mantiene aún con un crecimiento periódico, esta ha sido desplazada muy notablemente por la telefonía celular, tanto por la enorme cobertura que ofrece y la fácil accesibilidad. Existen 3 operadoras de telefonía fija, CNT (pública), TVCABLE y Claro (privadas) y cuatro operadoras de telefonía celular, Movistar, Claro y Tuenti (privadas) y CNT (pública).

- Radio: En la localidad existe una gran cantidad de sistemas radiales de transmisión nacional y local, e incluso de provincias y cantones vecinos.

- Medios televisivos: La mayoría de canales son nacionales, aunque se ha incluido canales locales recientemente. El apagón analógico se estableció para el 31 de diciembre de 2023.[5]

## Deporte
La Liga Deportiva Cantonal de Pedernales es el organismo rector del deporte en todo el Cantón Pedernales y por ende en la urbe se ejerce su autoridad de control. El deporte más popular en la ciudad, al igual que en todo el país, es el fútbol, siendo el deporte con mayor convocatoria. El Club Deportivo Ciudad de Pedernales es el único equipo pedernalense activo en la Asociación de Fútbol No Amateur de Manabí, que participa en el Campeonato Provincial de Segunda Categoría de Manabí.  Al ser una localidad pequeña en la época de las fundaciones de los grandes equipos del país, Pedernales carece de un equipo simbólico de la ciudad, por lo que sus habitantes son aficionados en su mayoría de los clubes guayaquileños: Barcelona Sporting Club y Club Sport Emelec.
El principal recinto deportivo para la práctica del fútbol es el Estadio Maximino Puertas. El recinto deportivo está ubicado en la calle Jaime Roldós, es usado mayoritariamente para la práctica del fútbol, pues allí juega como local el Club Deportivo Ciudad de Pedernales; tiene capacidad para 3.000 espectadores. El estadio es sede de distintos eventos deportivos a nivel local, así como es escenario para varios eventos de tipo cultural, especialmente conciertos musicales.